# Abelmoschus ficulneus
Abelmoschus ficulneus là một loài thực vật có hoa trong họ Cẩm quỳ. Loài này được (L.) Wight & Arn. mô tả khoa học đầu tiên năm 1833.